# 컵케익과 외계인
〈컵케익과 외계인〉은 배우 이지아의 디지털 싱글 곡이다. 이지아 본인이 직접 가사를 지어 불렀으며, 한 · 일 합작 드라마 영화 《내 눈에 콩깍지》에 삽입되었다.